# Acanthoptura denticollis
Acanthoptura denticollis là một loài bọ cánh cứng trong họ Cerambycidae.